# Sân bay Dembidolo
Sân bay Dembidolo là một sân bay ở Dembidolo, Ethiopia (IATA: DEM, ICAO: HADD). Sân bay này nằm ở độ cao 1585 mét trên mực nước biển, đường băng không rải nhựa/bê tông dài 1585 mét.

## Các hãng và tuyến bay thường lệ
- Ethiopian Airlines (Beica, Gore)